# Пекло на колесах (телесеріал)
«Пекло на колесах» (англ. Hell on Wheels) — американський драматичний телесеріал в жанрі вестерн 2011 року, створений Джоном Гейтоном і Тоні Гейтоном. Дія серіалу відбувається в 1865 році, в поселенні «Пекло на колесах», заснованому працівниками компанії, яка будує першу трансконтинентальну залізницю. Це місце населене службовцями компанії, геодезистами, повіями, торговцями та іншими людьми, які зробили пересувний табір своїм будинком. Головним героєм серіалу є Каллен Бохенон (актор Енсон Маунт), колишній солдат Конфедерації, котрий шукає людей, які вбили його дружину і маленького сина.
Прем'єра відбулася 6 листопада 2011 року на кабельному телеканалі AMC. 23 грудня 2011 AMC анонсував зйомки другого сезону серіалу. Дата виходу 2 сезону — 12 серпня 2012.
Дія першого сезону (2011–12)  відбувається в 1865 році, незабаром після вбивства Авраама Лінкольна, другого сезону (2012) у 1866 році, а третього (2013) та четвертого (2014) починається у 1867. 14 листопада 2013 року AMC продовжив «Пекло на колесах» на 13-епізодний четвертий сезон, прем'єра якого відбулася 2 серпня 2014 року. 7 листопада 2014 року «Пекло на колесах» був продовжений на п'ятий та останній сезон, що складатиметься з 14 епізодів, який вийде у 2015 та 2016 роках.

## Сюжет
Колишній солдат Конфедерації Каллен Бохеннен (Енсон Маунт) хоче помститися за зґвалтування і смерть своєї коханої дружини, вистеживши і убивши солдатів Союзу, які зробили це. Цей намір приводить його в Небраску, на одну з ділянок будівництва трансконтинентальної залізниці.

## Акторський склад

### Головні ролі
- Енсон Маунт — Каллен Бохеннен
- Колм Міні — Томас Дюран
- Common — Ілан Фергюсон
- Домінік МакЕлліґот — Лілі Белл
- Том Нунен — Реверенд Коул
- Едді Спірс — Джозеф Чорний Місяць
- Бен Еслер — Шон МакГіннес
- Філ Берк — Міккі МакГіннес
- Крістофер Хеєрдал — Тор Гюндерсен
- Робін Макліві — Єва

### Другорядні ролі
- Вес Студі — Вождь плем'я
- Кеша Кропінскі — Рут
- Ейпріл Телек — Нелл
- Джеймс Ді Хопкінс — Джордан Крейн
- Данкан Оллереншоу — Містер Тул
- Дон Норвуд — Psalms
- Вірджинія Медсен — Місіс Дюрант

## Епізоди

### Другий сезон (2012)
23 грудня 2011 AMC анонсувала другий сезон телесеріалу. Прем'єра другого сезону відбулася 12 серпня 2012 року, остання серія вийшли 7 жовтня 2012 року.

### Третій сезон
29 жовтня 2012 AMC анонсувала третій сезон телесеріалу.

## Критика та рейтинги
Серіал отримав оцінку 63 з 100 на сайті Metacritic на основі 28 рецензій кінокритиків. Перша серія зібрала біля екранів 4,4 мільйона американців. Число глядачів наступних серій стало падати, і в підсумку фінал сезону привернув лише 2,8 мільйона глядачів.

### Нагороди та номінації
| Рік           | Нагорода                                    | Категорія           | Recipient | Результат |
| ------------- | ------------------------------------------- | ------------------- | --------- | --------- |
| 2012          |                                             |                     |           |           |
| Премія «Еммі» | Outstanding Original Main Title Theme Music | Густаво Сантаолалья | Номінація |           |